# 3 Pułk Piechoty Morskiej

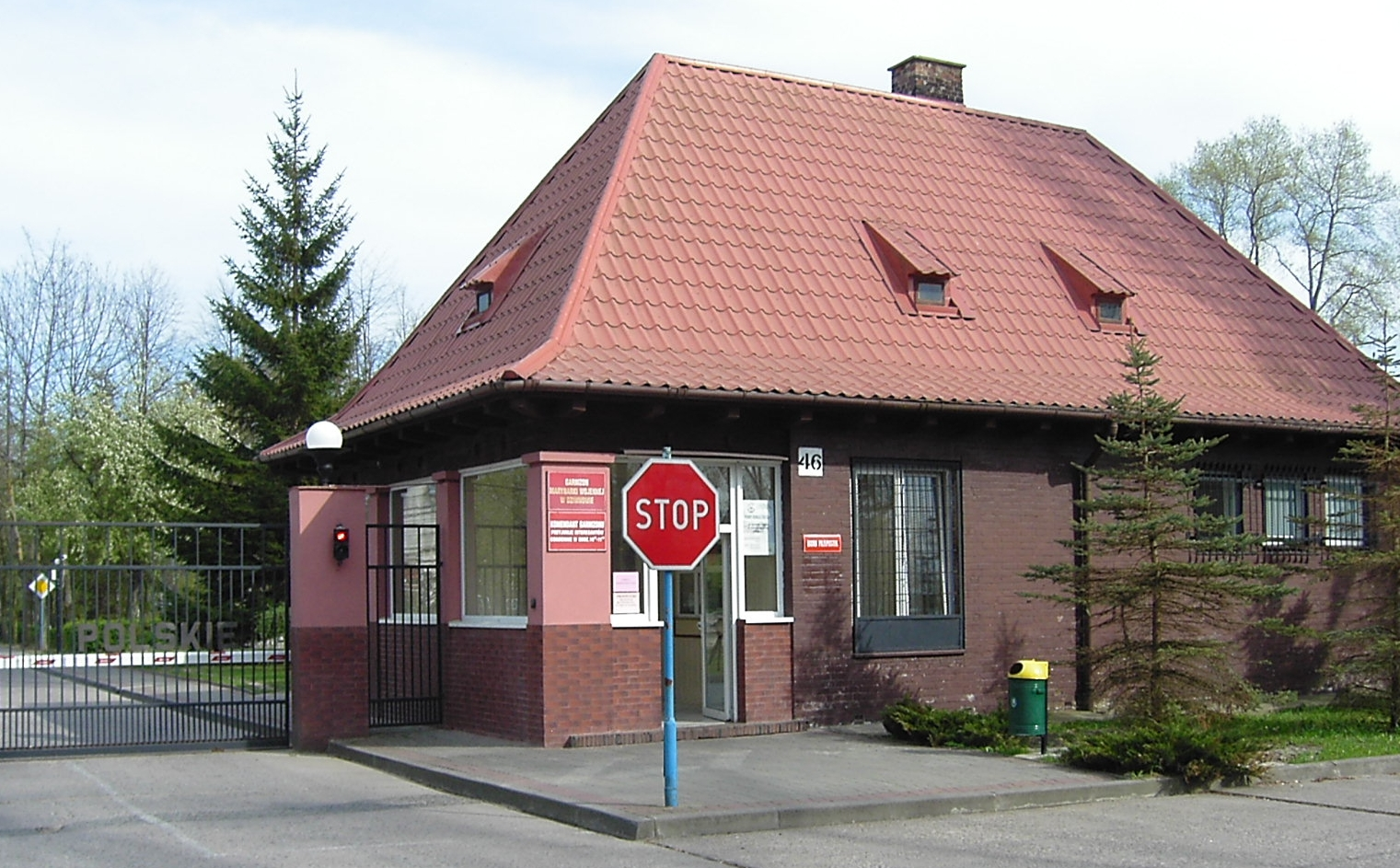
Biuro przepustek koszar w Dziwnowie

3 Pułk Piechoty Morskiej – oddział wojsk desantowych Sił Zbrojnych PRL.

## Formowanie i zmiany organizacyjne
30 grudnia 1959, na podstawie Zarządzenia Szefa SG WP nr 138/0rg. 3 Batalion Piechoty Morskiej połączono z 29 Kołobrzeskim batalionem saperów morskich tworząc 3 Pułk Piechoty Morskiej. Jego dowódcą został dotychczasowy dowódca 3 bpm - kmdr por. Władysław Furgała. Pełnił on obowiązki do czasu rozwiązania pułku.
Pułk wchodził w skład Marynarki Wojennej. Stacjonował w garnizonie Dziwnów. Współpracował z Flotyllą Okrętów Desantowych ze Świnoujścia. Równolegle z reorganizacją do pułku, umundurowanie piechoty zastąpiono przez marynarskie; stopnie wojskowe miały wąskie zielone lamówki dla podkreślenia służby lądowej. Czołgi otrzymały wyróżniające, chociaż niezatwierdzone oficjalnie regulaminem godło państwowe w postaci białego orła wpisanego w kotwicę.
Zarządzeniem Szefa Sztabu Generalnego WP Nr 011/Org. z 16 stycznia 1963 Dowódca Marynarki Wojennej przekazał 3 Pułk Piechoty Morskiej bez batalionu saperów dowódcy Pomorskiego Okręgu Wojskowego. Dowódca POW do 15 marca 1963 przeformował 3 pułk na 93 Pułk Desantowy o etacie 5/345 - 700 żołnierzy, 8 pracowników cywilnych i włączył go w skład 23 Dywizji Desantowej. Ze składu osobowego pułku wydzielono ponadto 29 Kołobrzeski Batalion Saperów, a czołgi przekazano do 11 batalionu czołgów średnich z Słupska (w składzie 23 Dywizji Desantowej).

## Struktura organizacyjna pułku
- Dowództwo i sztab[4]
- batalion piechoty morskiej
- batalion saperów morskich
- kompania czołgów (10 czołgów T-34/85M)[3]
- kompania szkolna
- artyleria pułkowa
  - plutony: dowodzenia, moździerzy 120 mm, armat przeciwpancernych 85 mm, dział bezodrzutowych 82 mm.
- bateria artylerii przeciwlotniczej
- pluton rozpoznawczy
- pluton transportowo-gospodarczy
- izba chorych
- warsztaty

Planowana wojenna organizacja pułku znacznie odbiegała od etatu "P".
W jego skład miały wejść:
- Dowództwo i sztab
- trzy bataliony piechoty morskiej
- kompania czołgów
- kompania rozpoznawcza
- artyleria pułku:
  - bateria artylerii dział kal. 85 mm
  - bateria moździerzy
  - bateria 82 mm dział bezodrzutowych
- dywizjon przeciwlotniczy
- kompania saperów
- kompania łączności
- pluton obrony przeciwchemicznej
- pluton miotaczy ognia
- kompania transportowo-gospodarczą
- pluton porządkowo-ochronny.

Etat pokojowy wynosił 832 żołnierzy, w tym 83 oficerów. Po rozwinięciu mobilizacyjnym pułk miał liczyć 2381 żołnierzy w tym 192 oficerów, 434 podoficerów  oraz 1755 żołnierzy korpusu marynarzy.
Na wyposażeniu według etatu "W" posiadał: 16 czołgów T–34/85, 63 działa bezodrzutowe, 6 dział 85 mm D-44, 6 dział przeciwlotniczych kal. 37 mm, 6 moździerzy kal. 120 mm, 24 przeciwlotnicze karabiny maszynowe PKM–2, 10 transporterów PTG